# Mellicta deficiens
Mellicta deficiens är en fjärilsart som beskrevs av Marcel Caruel 1946. Mellicta deficiens ingår i släktet Mellicta och familjen praktfjärilar. Inga underarter finns listade i Catalogue of Life.